# American Locomotive Company
American Locomotive Company (ALCO) – amerykańskie przedsiębiorstwo produkujące lokomotywy parowe, spalinowe, generatory i silniki Diesla działające w latach 1901–1969. Drugi co do wielkości producent lokomotyw parowych w Stanach Zjednoczonych. Jego siedziba mieściła się w Schenectady, w stanie Nowy Jork.

## Historia
ALCO powstało w 1901 z połączenia zakładu Schenectady Locomotive Works w Schenectady oraz siedmiu innych, mniejszych producentów lokomotyw:
- Brooks Locomotive Works w Dunkirk (stan Nowy Jork),
- Cooke Locomotive and Machine Works w Paterson (New Jersey),
- Dickson Manufacturing Company w Scranton (Pensylwania),
- Manchester Locomotive Works w Manchester (New Hampshire),
- Pittsburgh Locomotive and Car Works w Pittsburghu (Pensylwania),
- Rhode Island Locomotive Works w Providence (Rhode Island),
- Richmond Locomotive Works w Richmond (Wirginia).

W 1904 ALCO przejęło kontrolę nad Locomotive and Machine Company z Montrealu w Kanadzie, przedsiębiorstwo to zostało ostatecznie przemianowane na Montreal Locomotive Works (MLW).
W 1905 przejęło Rogers Locomotive Works z Paterson w New Jersey.
Kiedy spółka zaprzestała produkcji w Stanach Zjednoczonych w 1969, Montreal Locomotive Works nadal produkował lokomotywy w oparciu o wzory ALCO.

## Produkty

### Lokomotywy parowe
ALCO było drugim co do wielkości producentem parowozów w Stanach Zjednoczonych (po Baldwin Locomotive Works); na przestrzeni lat wyprodukowało ich ponad 75 000. Było wśród nich wiele znanych lokomotyw. Koleje, które preferowały produkty ALCO obejmowały Delaware and Hudson Railroad, New Haven and Hartford Railroad, New York Central Railroad i Union Pacific Railroad. Alco był znany z parowozów, z których 4-6-4 „Hudson” i 4-8-4 „Niagara” zbudowane dla NYC i 4-6-6-4 (Challenger) zbudowane dla Union Pacific dawały dobre przykłady. Firma zbudowała – Union Pacific Big Boy (4-8-8-4), jeden z największych parowozów.

### Lokomotywy spalinowe
W latach 1924–1969 przedsiębiorstwo produkowało lokomotywy spalinowe takie jak:
- ALCO PA1
- ALCO RSD-1
- ALCO C855

Trzy sztuki tej pierwszej zostały wyeksportowane do Brazylii.